# Resolutie 145 Veiligheidsraad Verenigde Naties
Resolutie 145 van de Veiligheidsraad van de Verenigde Naties werd aangenomen door de VN-Veiligheidsraad op
22 juli 1960. De goedkeuring gebeurde unaniem.

## Achtergrond
Na de onafhankelijkheid van Congo was onrust ontstaan waarna het Belgisch leger tussenbeide kwam om de Belgen in het land te beschermen. De VN-Veiligheidsraad vroeg die troepen terug te trekken en VN-troepen te installeren.

## Inhoud
De Veiligheidsraad had het eerste rapport van de secretaris-generaal over de uitvoering van resolutie 143 bekeken, en waardeerde diens werk en de hulp van de lidstaten waaraan dat gevraagd werd.
Opgemerkt werd dat, zoals vermeld door de secretaris-generaal, de aankomst van VN-troepen in Leopoldville reeds een positief effect had gehad. Erkend werd dat er nog steeds dringende nood was aan deze inspanningen.
Het herstel van de orde in de Republiek Congo werd geacht goed te zijn voor de internationale vrede en veiligheid. Erkend werd dat de Veiligheidsraad Congo aanbeval als VN-lidstaat.
België werd opgeroepen snel resolutie 143 uit te voeren over het terugtrekken van zijn troepen. Aan alle landen werd gevraagd geen handelingen te doen tegen het herstel van de orde, de autoriteit van de overheid, de integriteit of de onafhankelijkheid van Congo. De secretaris-generaal werd bedankt voor zijn acties om resolutie 143 uit te voeren en zijn eerste rapport.
De gespecialiseerde organisaties van de Verenigde Naties werden gevraagd de secretaris-generaal te helpen. De secretaris-generaal werd gevraagd verder te rapporteren wanneer nodig.

## Verwante resoluties
- Resolutie 142 Veiligheidsraad Verenigde Naties
- Resolutie 143 Veiligheidsraad Verenigde Naties
- Resolutie 146 Veiligheidsraad Verenigde Naties
- Resolutie 157 Veiligheidsraad Verenigde Naties

Lijst ·  133 ·  134 ·  135 ·  136 ·  137 ·  138 ·  139 ·  140 ·  141 ·  142 ·  143 ·  144 ·  145 ·  146 ·  147 ·  148 ·  149 ·  150 ·  151 ·  152 ·  153 ·  154 ·  155 ·  156 ·  157 ·  158 ·  159 ·  160